# Quinoa (plant)
Quinoa of gierstmelde (Chenopodium quinoa) is een eenjarige plant uit de amarantenfamilie (Amaranthaceae). De soort komt als adventief voor in Nederland. Quinoa komt van nature voor in Zuid-Amerika. De gecultiveerde variant vormt op dit continent al lange tijd een belangrijke voedselbron. Quinoa wordt in het Nederlands op verschillende manieren uitgesproken: letterlijk: kie-no-a, meer Engels: kie-no-wah, meer Spaans: kien-wah, of naar het oorspronkelijke Quechua kie-noewa.

## Botanische beschrijving
De plant kan tot drie meter hoog worden en kent een groeicyclus van 120 tot 160 dagen. De houtige stengel is al dan niet vertakt en kan afhankelijk van het ras groen, rood of purper van kleur zijn. Quinoa is een allotetraploïde met het aantal chromosomen van 2n=36.
Quinoa bloeit in pluimen. De groene bloemen hebben een weinig opvallend bloemdek, bestaande uit vijf gekielde bloemdekbladen en zijn gewoonlijk tweeslachtig. De bloemen bestuiven zichzelf. Het vruchtbeginsel is bovenstandig.
De ongeveer 2 mm grote vrucht heeft een vliezige vruchtwand en is een eenzadig nootje, dat afhankelijk van het ras een witte, rode of zwarte kleur kan hebben.

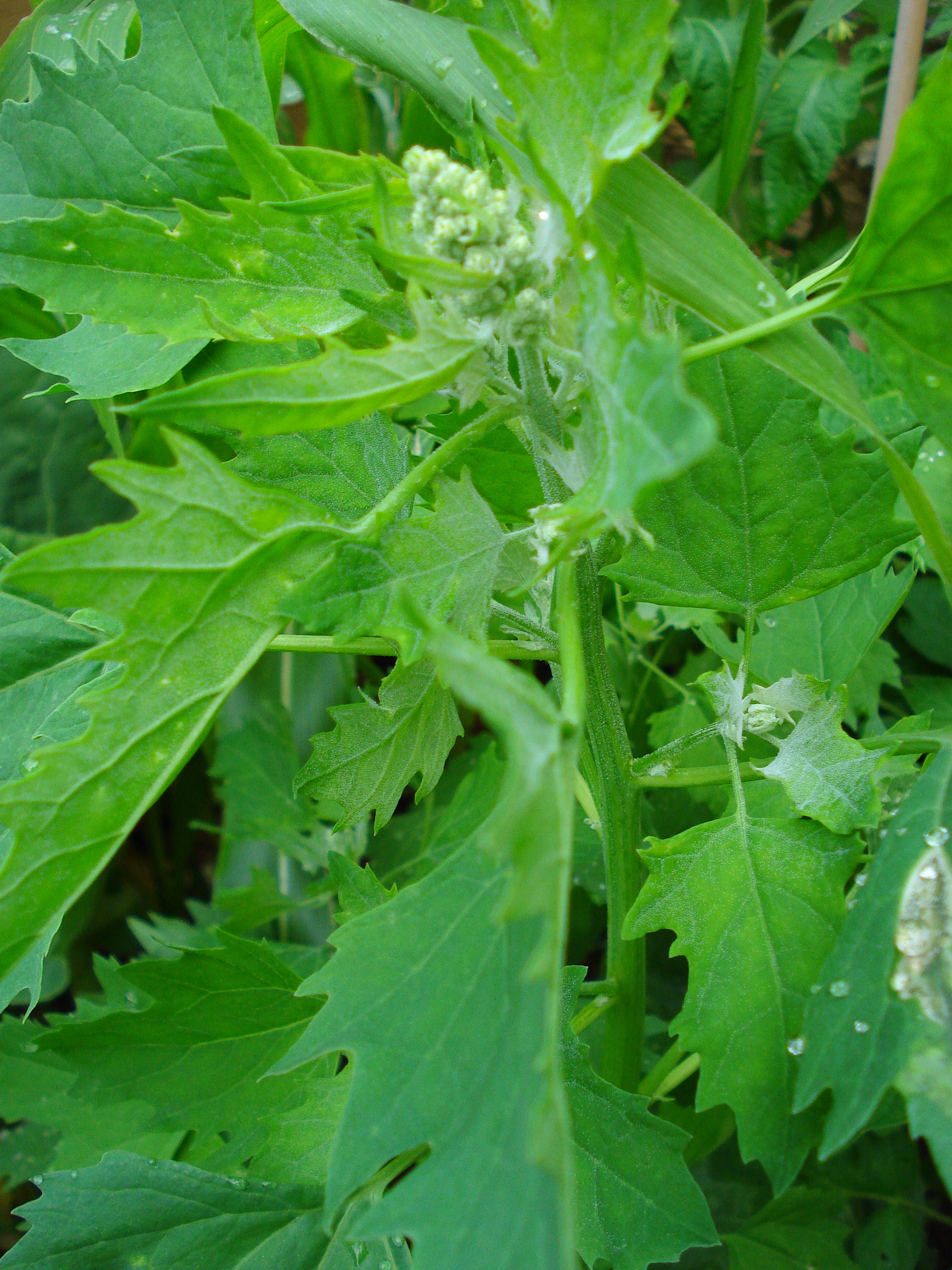
bladeren
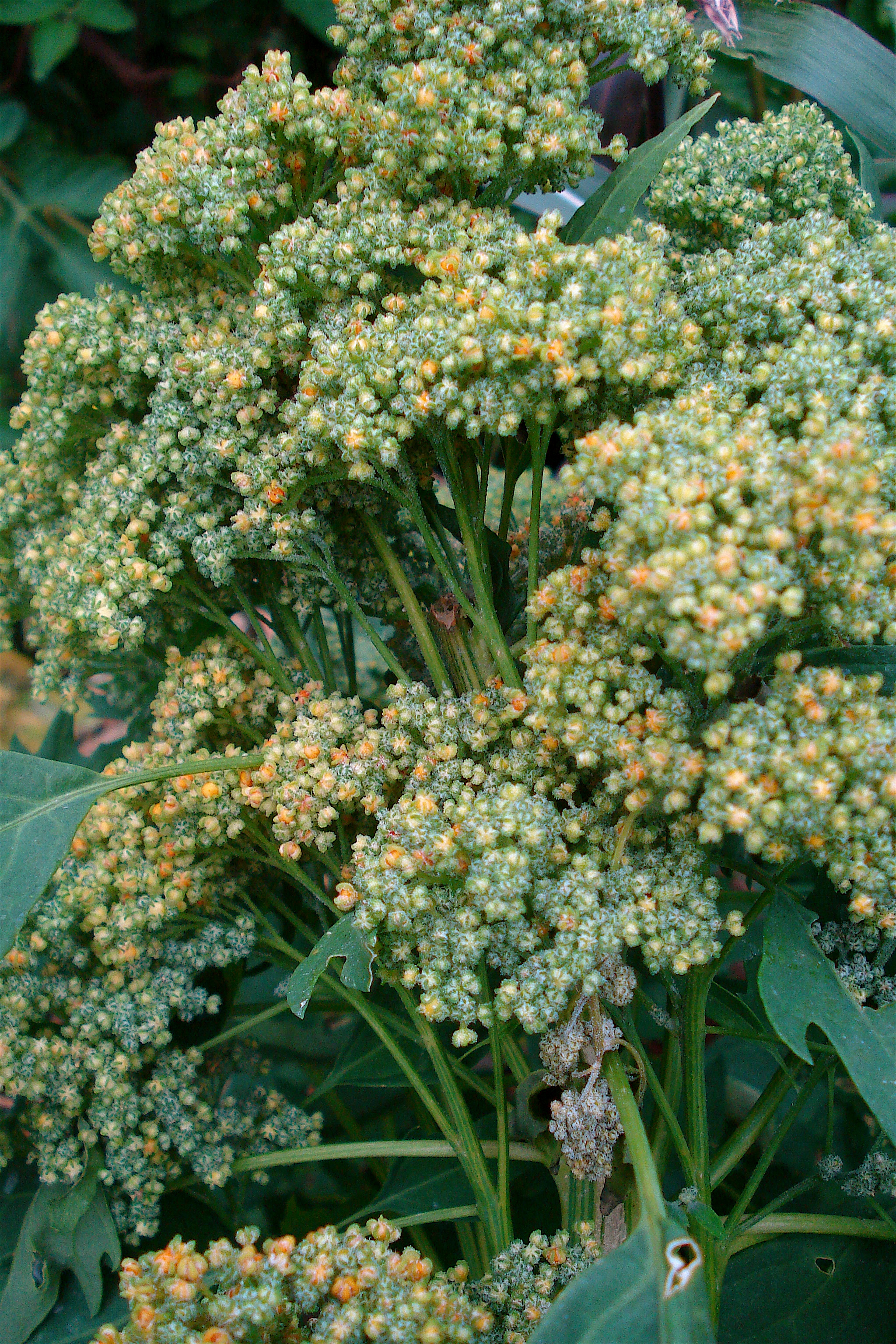
voor de bloei
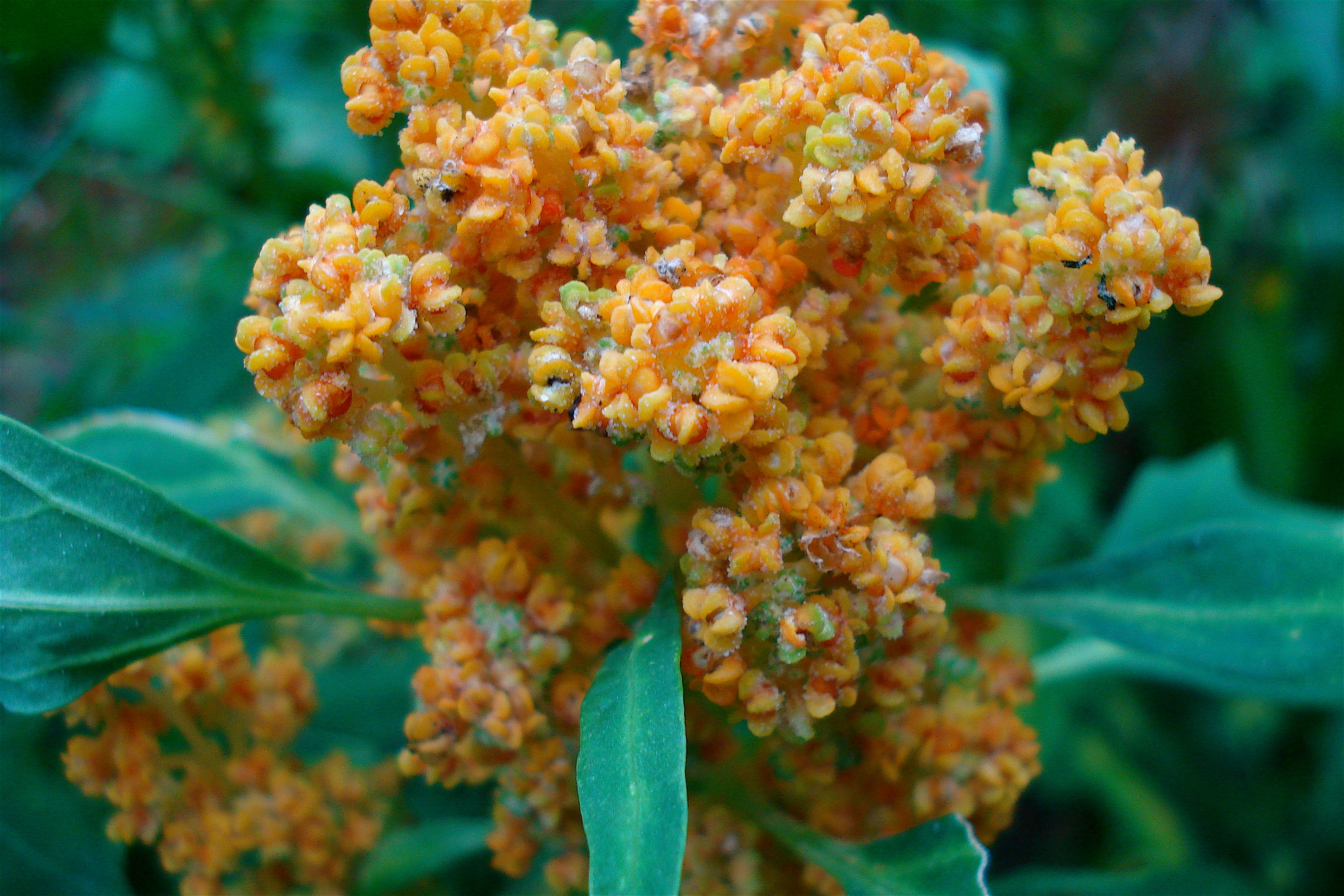
bloeipluim
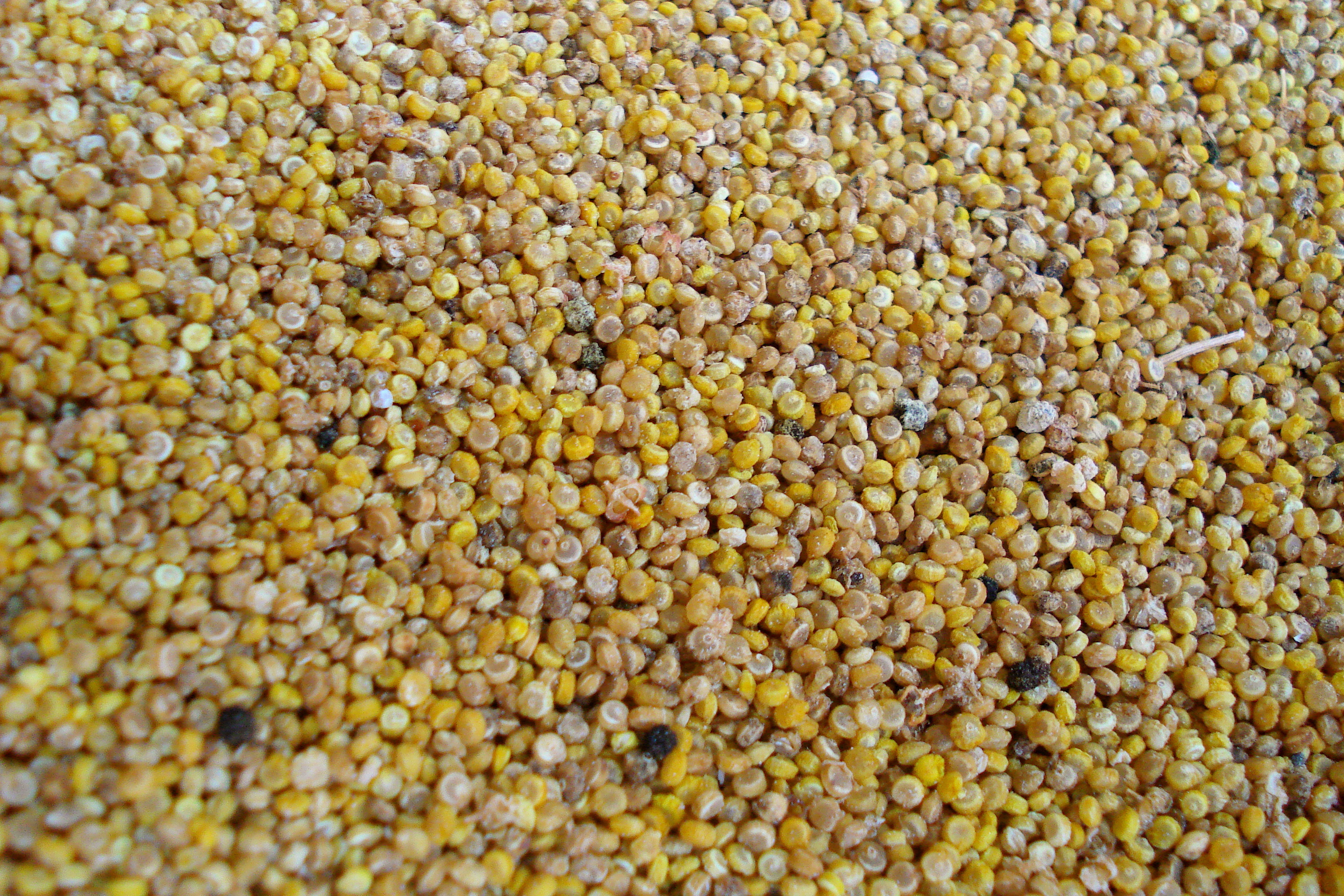
Geoogste vruchten
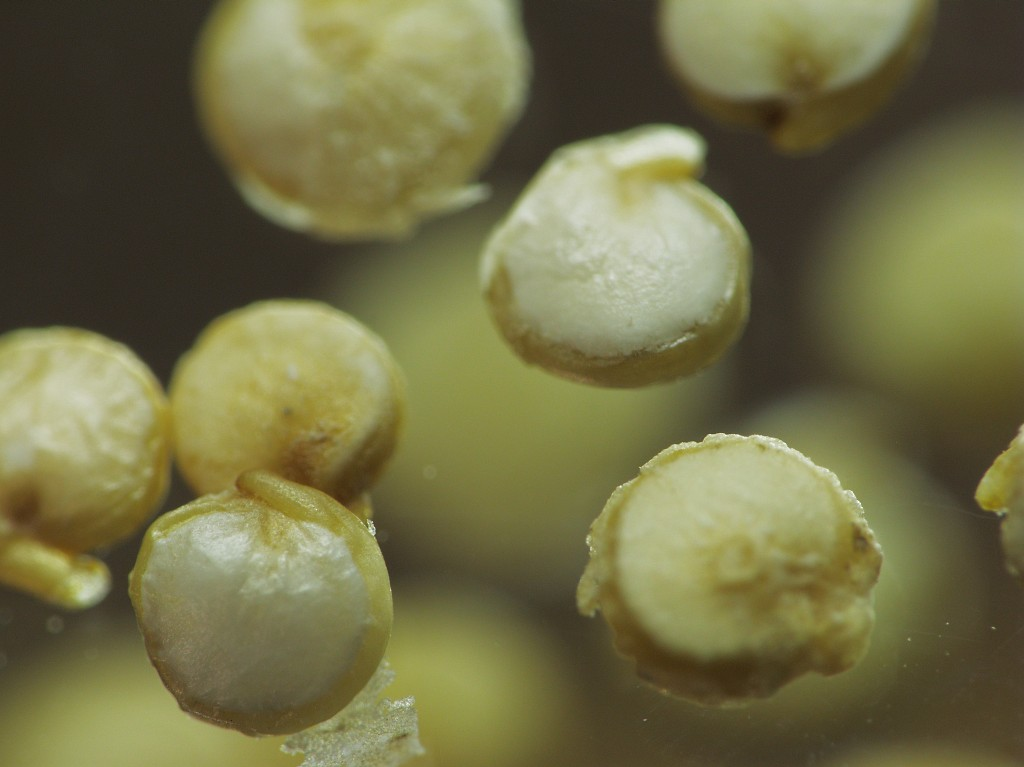
close-up van enkele vruchten
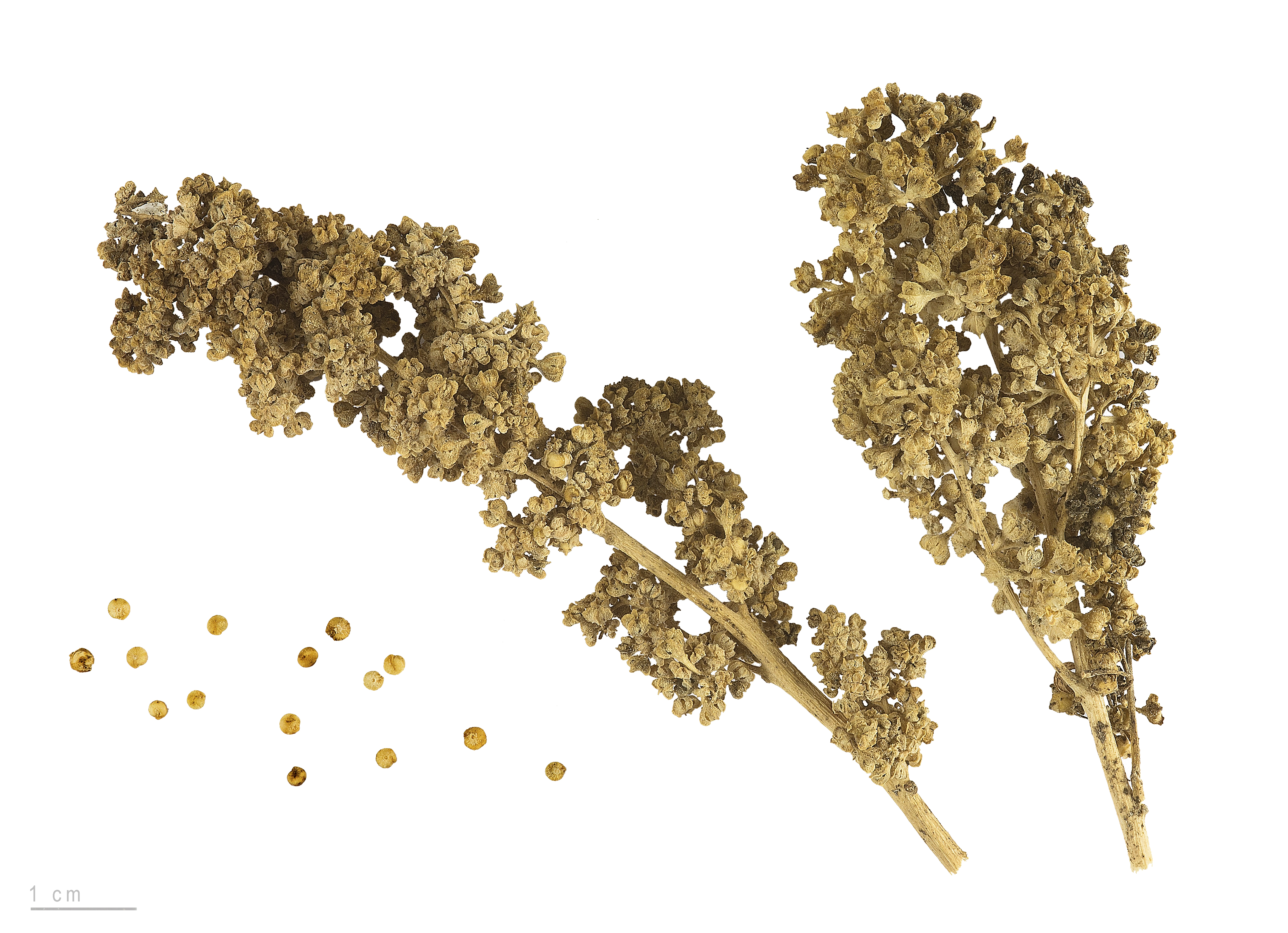
Chenopodium quinoa 'Red Faro'

## Teelt
| Quinoaproductie in 2013 (x1000 ton) | Quinoaproductie in 2013 (x1000 ton) |
| ----------------------------------- | ----------------------------------- |
| Peru                                | 52,13                               |
| Bolivia                             | 50,49                               |
| Ecuador                             | 0,80                                |
| Totale wereldproductie              | 103,418                             |
| Bron: FAO                           |                                     |

Quinoa wordt als belangrijkste voedselgewas al sinds 6000 jaar in Zuid-Amerika verbouwd. De Inca's gebruikten het reeds als akkerbouwproduct, net als een ander gewas uit de Amarantenfamilie, amarant. Vooral in de Andes boven de 4000 meter, omdat mais op deze hoogte niet meer kan groeien. De plant kan onder koude, voedselarme en droge omstandigheden groeien. De groeiduur is 5-6 maanden. De belangrijkste landen zijn Peru, Bolivia en Ecuador.
Door kruising zijn rassen ontstaan die bestand zijn tegen Europese en Noord-Amerikaanse omstandigheden. In Europa wordt quinoa in de eerste helft van april gezaaid. De oogst vindt plaats vanaf half september. Omdat de vruchten ongelijk afrijpen moeten ze nagedroogd worden. Naast de (witte) quinoa met kleine ivoorkleurige zaden is er de zogenaamde zwarte quinoa met wat grotere en donkerder zaden. De zwarte quinoa zou een kruising zijn van quinoa met melganzenvoet (Chenopodium album L.), een veel voorkomende soort uit dezelfde plantenfamilie. Ook is er een rode quinoa.

### Teelt in Nederland
Landbouwuniversiteiten en boeren overwegen het gebruik van quinoa als gewas in Nederland en Europa. Quinoa is namelijk goed bestand tegen droogte door de diepe wortels van de plant. Verder kan quinoa goed omgaan met zilt, brak en zelfs zout water, waardoor het gewas goed bestand is tegen klimaatverandering.
De WUR heeft sinds 2009 het voortouw genomen met het op natuurlijke wijze via gewasveredeling de plant geschikt te maken voor kweek in Nederland en het saponinegehalte aan te passen (de bittere smaak) waardoor de buitenste, bij traditionele kweek aanwezige saponinerijke laag, kan blijven bestaan en de quinoa als volkoren mag worden beschouwd. Ook richten ze zich op de vergroting van de hoeveelheid te oogsten quinoa en de mogelijkheid de plant op biologische wijze te kunnen telen.
Sinds 2014 werd daarom en met succes op kleine schaal op Nederlandse bodem de teelt van quinoa ter hand genomen, wat resulteerde in het Nederlandse quinoatelersnetwerk GreenFood50. Er zijn veel verbeteringen doorgevoerd, de opbrengst voor de telers is hoger en de kwaliteit is verbeterd. Voorts is de teelt ook mogelijk gebleken op zilte grond aan de kust van Nederland.

## Toepassingen

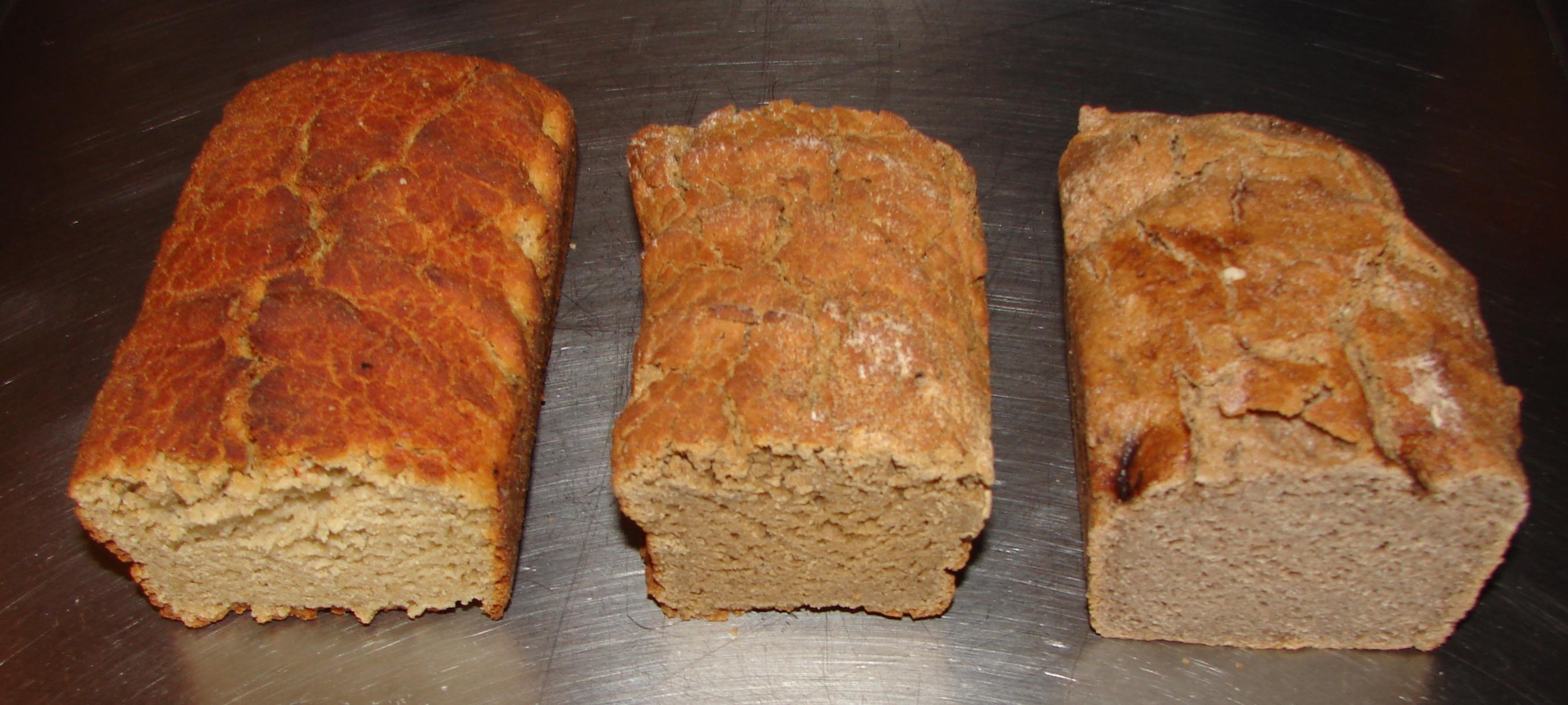
Links: quinoabrood

De zaden dienen vooral in Zuid-Amerika als voedselbron. Ofschoon de plant niet behoort tot de granen, worden de zaden op een vergelijkbare manier bereid en geconsumeerd, meestal net zoals rijst of couscous. Quinoa wordt in sommige restaurants in gerechten gebruikt, zeker in vegetarische eethuizen. Een andere toepassing is als alternatief voor tarwe, voor mensen met allergie of glutenintolerantie.
Ook wordt er alcoholische drank van gemaakt. De as van de stengels wordt vaak samen met de bladeren van de coca vermengd om op te kauwen.

## Voedingswaarde
Wat betreft eiwitsamenstelling lijkt quinoa op melk. Alle essentiële aminozuren zijn aanwezig, in een voor mensen goede balans.
In vergelijking met granen is quinoa rijk aan vitamines B2 en E en de mineralen ijzer, koper en magnesium. Het calciumgehalte daarentegen is relatief laag. Quinoa bevat verder overwegend onverzadigde vetzuren en heeft een energie-inhoud van ongeveer 17 kJ/g. De samenstelling is ongeveer 15% eiwit, 6% vet, 60% koolhydraten, 3% vezel en 12% water. Quinoabloem is geschikt om de verteerbaarheid van zetmeelrijke voeding te verbeteren. Het zaad kan op vele manieren worden toegepast in levensmiddelen.

## Bereiding en gebruik
Quinoazaden kunnen op dezelfde manier gebruikt worden als rijst. Ook kan quinoa gemalen tot meel verwerkt worden in bak- of papproducten en kan er olie uit geperst worden. Omdat de toepassingsmogelijkheden vergelijkbaar zijn met die van granen, maar quinoa geen gluten bevat, wordt het als basis van glutenvrije producten gebruikt. De zaden zijn bedekt met een laagje saponine, wat een bittere smaak kan geven. Meestal is dit voor het in de handel komt verwijderd.
Wanneer men quinoa als rijst bereidt moet men rekenen op een kooktijd van ongeveer 12 minuten voor witte en 15 minuten voor 'zwarte' quinoa. Wel is dit afhankelijk van de hoeveelheid quinoa die gemaakt wordt, waarbij de tijd tussen de 10 en 20 minuten kan liggen. De quinoa wordt met water (per persoon ongeveer 75 gram quinoa en 2 dl vloeistof) aan de kook gebracht en kookt dan gedurende de aangegeven tijd zachtjes door. Wie pap wil maken kookt de quinoa langer.

## Prijs
De consumptie van quinoa is in de jaren voorafgaand aan 2013 wereldwijd sterk toegenomen. Zozeer zelfs, dat de prijs van dit basisvoedsel in Peru en Bolivia verdrievoudigde. Het werd daardoor voor de lokale bevolking erg duur. Het jaar 2013 werd door de Verenigde Naties uitgeroepen tot het "jaar van de quinoa". De stijgende prijs leidde tot forse uitbreiding van de plaatsen waar quinoa wordt verbouwd en nieuwe teeltwijzen. Daardoor daalde de prijs in 2015 weer tot onder het oorspronkelijke niveau.

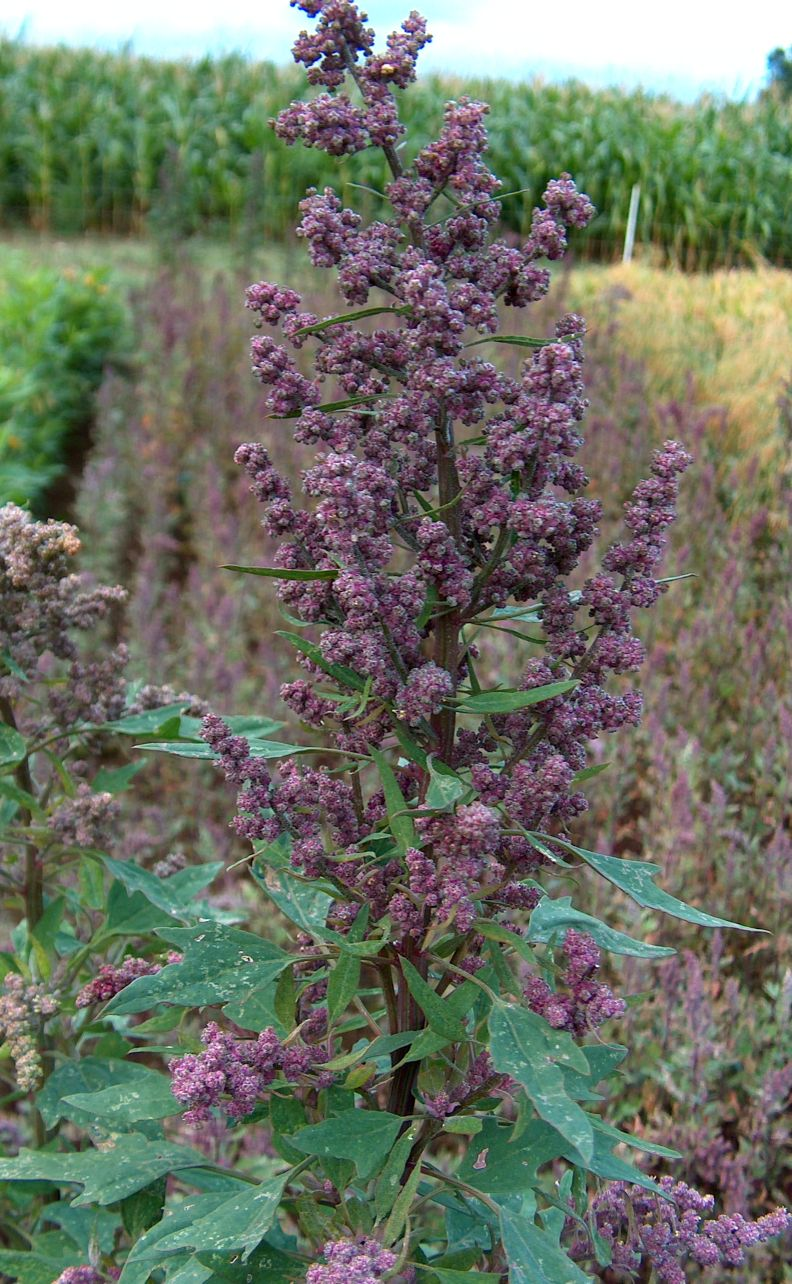
plant
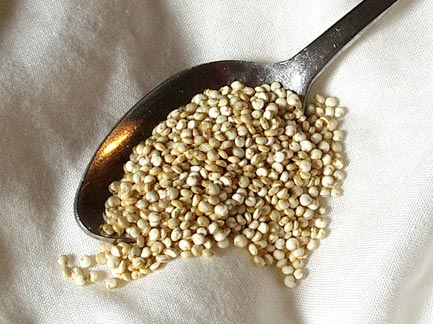
lepel vruchten
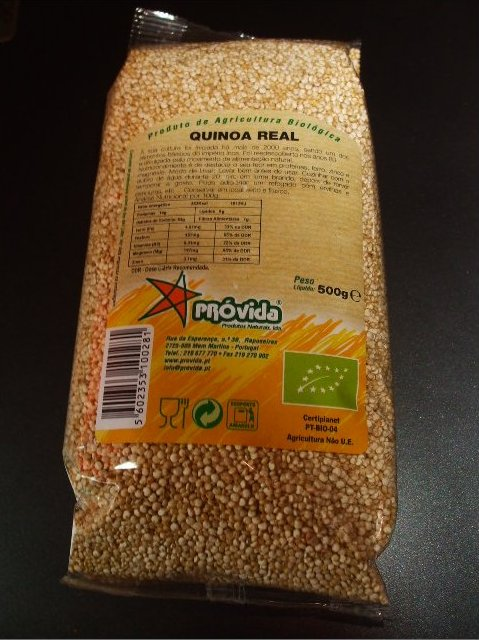
zak met ½ kg
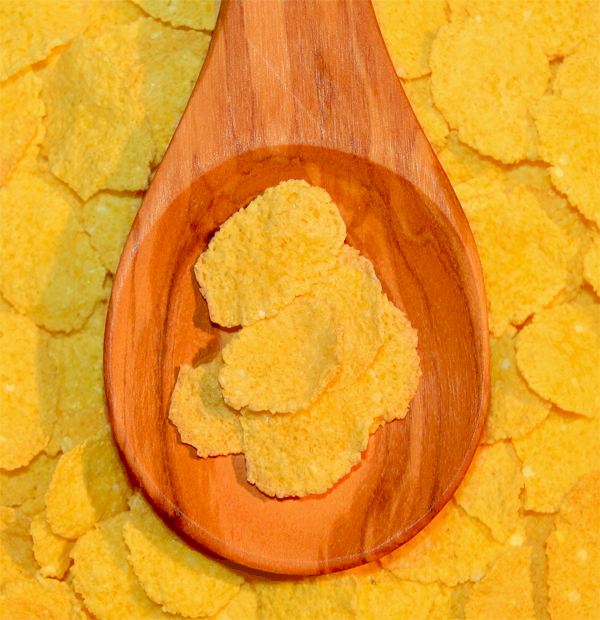
vlokken
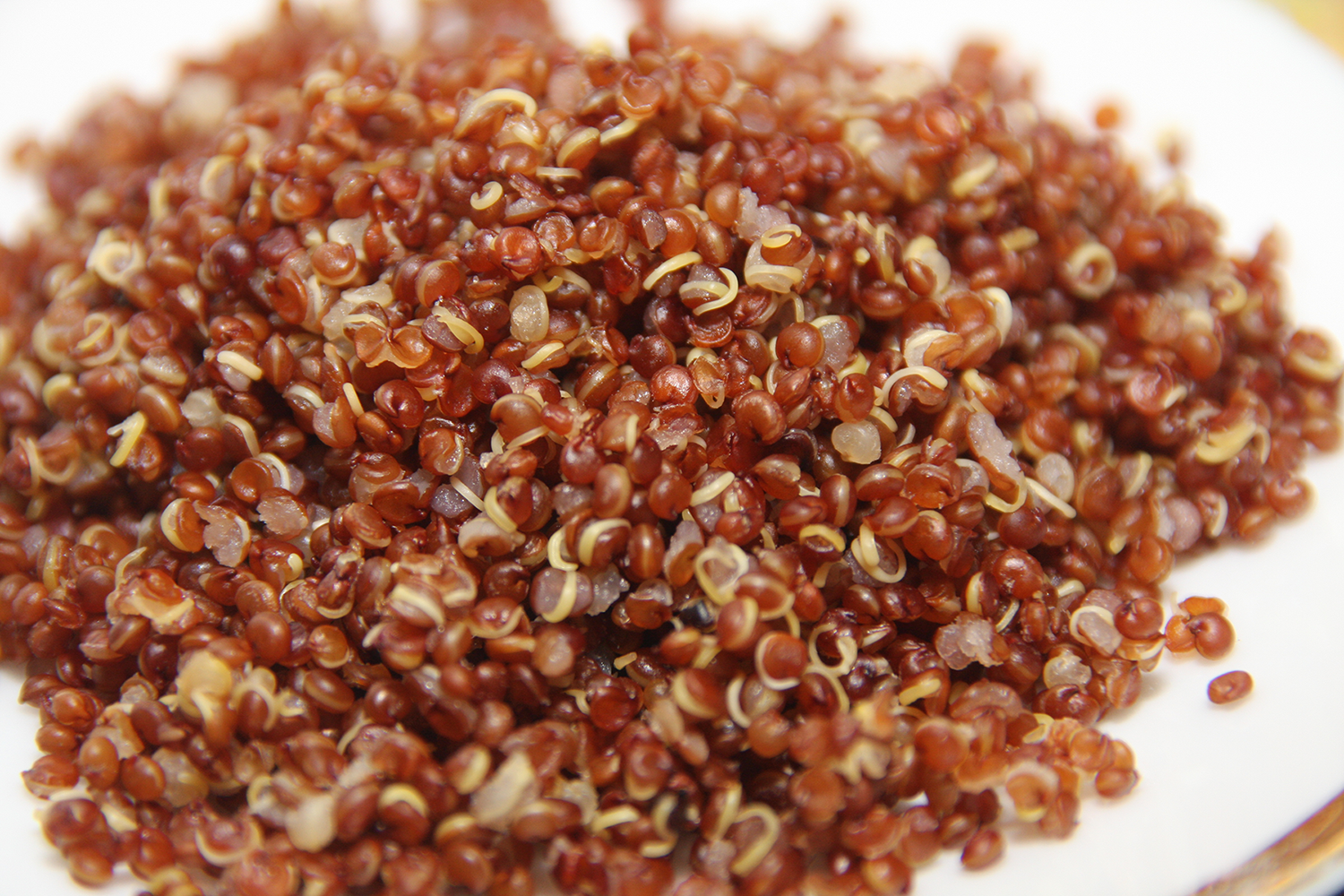
gekookte rode zaden

... · 
C. album (Melganzenvoet) · 
C. ficifolium (Stippelganzenvoet) · 
C. quinoa (Quinoa) · 
C. vulvaria (Stinkende ganzenvoet) · 
...